# Associação de Futebol de Dominica
A Associação de Futebol de Dominica (em inglês: Dominica Football Association) é o órgão dirigente do futebol em Dominica. Ela é a responsável pela organização dos campeonatos disputados no país, bem como da Seleção Nacional.